# 曹琥
曹琥（1478年—1517年），字瑞卿，號秀山，南直隶廬州府巢縣（今安徽省巢縣）人，明朝政治人物。

## 生平
弘治十四年（1501年）辛酉科應天府鄉試第一百三名舉人。弘治十八年（1505年）中式乙丑科會試第一百十二名，二甲第四十七名進士。授南京工部主事，丁父母忧，服闋，改戶部主事。因上疏解救周廣，吏部擬調其任河南府通判，錢寧想把他調任邊緣之地，於是改為雲尋甸府通判，此後量移黄州府，升為廣信府同知。寧王朱宸濠和鎮守宦官假託進貢之名，頻繁徵調索取。他代理廣信政事，堅持不給，當地士民紛紛稱讚其德。此後，在正德十一年（1516年）他被任命为鞏昌府知府，赴任時在途中生病，返家後去世。嘉靖初年，贈光祿卿。

## 家族
曾祖曹儀；祖父曹亨，知縣；父曹廣，虞城教諭。前母陳氏；母高氏；繼母汪氏。具庆下。兄曹環（同科舉人、贡士）。